# NGC 2978
NGC 2978 je galaksija u zviježđu Sekstantu.

## Vanjske poveznice
- SEDS: NGC 2978